# Escuela Técnica Superior de Ingeniería y Sistemas de Telecomunicación (Universidad Politécnica de Madrid)
La Escuela Técnica Superior de Ingeniería y Sistemas de Telecomunicación (ETSIST) es centro docente de la Universidad Politécnica de Madrid. Se encuentra ubicada en el Campus Sur en el distrito de Puente de Vallecas, donde se llevan a cabo actividades docentes y de investigación.
En esta escuela se ofrecen varios títulos de grado y  de máster universitario , además de contar con dos programas propios de Doctorado  acreditados por la Agencia Nacional de Evaluación de la Calidad y Acreditación.

## Historia

### Orígenes
La historia de la ETSIST tiene su origen en la primera Escuela General de Telegrafía, que fue creada por Real Decreto de 3 de junio de 1913 , quedando al cargo del Cuerpo de Telégrafos y de la formación para el desempeño en España de todos los servicios de telecomunicaciones dependientes del Estado. La formación que se impartía en esta escuela estaba dividida originalmente en tres secciones:
1. Elemental de Radiotelegrafía.
2. De aplicación para el ingreso en el Cuerpo de Telégrafos.
3. De estudios superiores.

El 22 de abril de 1920 se aprobó el Reglamento de la Escuela Oficial de Telegrafía , sucesora de la anterior. En este nuevo reglamento se dividía la enseñanza de la escuela en tres grados:
1. Elemental, comprendiendo las necesidades para la formación de Operadores de radiotelegrafía, radiotelefonía o cualquier otra especialidad que se pudiera crear, los Auxiliares mecánicos y los Oficiales del Cuerpo.
2. Medio, comprendiendo la formación de Oficiales técnicos mecánicos.
3. Superior, comprendiendo la formación de los ingenieros de Telecomunicación.

En 1930, mediante Real Decreto de 20 de septiembre, se crea la Escuela Oficial de Telecomunicación a partir de la Escuela Oficial de Telegrafía, en la que por primera vez se incluyen los estudios de Peritos de Radiocomunicación.

Tras la Guerra civil española, demolido el Palacio de Moctezuma de la calle Ferraz donde se encontraban las dependencias de la Escuela Oficial de Telecomunicación, se trasladó su sede de forma provisional al edificio de Telégrafos de la calle Conde de Peñalver. En 1943 se encargó al arquitecto Luis Lozano la proyección de un nuevo edificio para la Escuela en el número 19 de la misma calle, diseñado y construido específicamente para albergar las instalaciones de la Escuela. Este nuevo edificio se inauguró en 1954 coincidiendo con la entrega de títulos a la XXVI Promoción de Ingenieros. Según se publicó en el número de junio de 1955 de la revista de Telecomunicaciones:
El edificio cuenta con cinco plantas y sótanos. En la primera planta se levanta un patio central y aulas laterales; en la segunda la Dirección, Secretaría, y oficinas, con centrales automáticas de estudios, equipos de transmisiones de radio, aparatos primitivos telegráficos del siglo XIX, transmisiones para teletipos y fototelegrafía; en el laboratorio existe un radar, tipo marino, y un banco de pruebas para el estudio de la propagación de micro-ondas.
En 1957 la Ley de Ordenación de Enseñanzas Técnicas transfirió todas las Escuelas Técnicas al Ministerio de Educación Nacional. Ese mismo año además se aprobó por Decreto de la Presidencia de Gobierno la creación de las Escuelas de Ingenieros y de Peritos de Telecomunicación. Por primera vez se separaba en dos escuelas la formación en el ámbito de las telecomunicaciones, si bien se siguió compartiendo el edificio de Conde de Peñalver hasta poco después de la incorporación de ambas escuelas a la Universidad Politécnica de Madrid. 

### Incorporación a la Universidad Politécnica de Madrid
El 10 de mayo de 1972 se publicó el Decreto 1377/1972 , mediante el que las Escuelas de Arquitectura Técnica e Ingeniería Técnica que existían hasta la fecha, de ámbito estatal, se integraron en las Universidades como Escuelas Universitarias. Es el caso de la Escuela de Ingeniería Técnica de Telecomunicación de Madrid, que fue integrada en la recién creada Universidad Politécnica de Madrid con el nombre de Escuela Universitaria de Ingeniería Técnica de Telecomunicación (EUITT). Desde ese momento, y hasta noviembre de 1975, la EUITT mantuvo parte de su docencia en instalaciones en Conde de Peñalver, repartiendo el resto de su actividad académica entre otros emplazamientos. Fue en 1975 cuando toda su actividad se trasladó a las instalaciones que actualmente ocupa en el Campus Sur (Universidad Politécnica de Madrid).

### Actualidad
En 2013, tras la entrada en vigor de los nuevos títulos de grado, la EUITT cambió su denominación por la actual como Escuela Técnica Superior de Ingeniería y Sistemas de Telecomunicación (ETSIST), siendo este cambio autorizado en la Orden 2090/2013 de la Comunidad de Madrid .

## Departamentos
- Electrónica Física, Ingeniería Eléctrica y Física Aplicada.
- Ingeniería Audiovisual y Comunicaciones.
- Ingeniería Telemática y Electrónica.
- Lingüística Aplicada a la Ciencia y a la Tecnología.
- Matemática Aplicada a las TIC.

### Unidades Docentes
- Ingeniería de Organización, Administración de Empresas y Estadística.

## Titulaciones
En la ETSIST se imparten los siguientes títulos:

### Grado
- Grado en Ingeniería Electrónica de Comunicaciones.
- Grado en Ingeniería de Sistemas de Telecomunicación.
- Grado en Ingeniería de Sonido e Imagen.
- Grado en Ingeniería Telemática.
- Grado en Ingeniería y Sistemas de Datos
- Doble grado en Ingeniería Electrónica de Comunicaciones e Ingeniería Telemática.

### Máster
- Máster Universitario en Comunicaciones Inalámbricas (novedad curso 2022-2023).
- Máster Universitario en Ingeniería Acústica.
- Máster Universitario en Internet de las Cosas.
- Máster Universitario en Ingeniería de Sistemas y Servicios para la Sociedad de la Información (en extinción desde el curso 2019-2020).
- Máster Universitario en Ciberseguridad (Intercentro, con la participación de ETSIT, ETSII y ETSISI).
- Máster Universitario en Desarrollo de Aplicaciones y Servicios para Dispositivos Móviles (intercentro, con la participación de ETSISI).

### Doctorado
- Doctorado en Ingeniería de Sistemas y Servicios para la Sociedad de la Información.
- Doctorado en Música y su Ciencia y Tecnología.

## Instalaciones
Las instalaciones de la ETSIST se distribuyen en diferentes edificios denominados bloques:
- Bloque III: Aloja gran parte de las aulas del Centro: Aula Magna Javier Hernández, la Sala de Grados, Aula de videoconferencia, etc. Además se sitúan en el bloque el Museo de Telecomunicaciones, la Sección Departamental de Electrónica Física y laboratorios de TSC.
- Bloque IV: Se ubica la entrada principal al Centro, e incluye algunas aulas y los Departamentos de Ingeniería Telemática y Electrónica (DTE) y las Secciones Departamentales de Electrónica Física, Lingüística Aplicada e Ingeniería de Organización.
- Bloque V: Alberga el Servicio de Informática y Comunicaciones (SICO), que incluye entre sus instalaciones el Aula Informática Reina Sofía. También está localizada la Sección Departamental de Matemáticas.
- Bloque VI: Está destinado principalmente a la administración de la Escuela: Dirección, Subdirecciones, Secciones Económica y Administrativa. Además alberga la Sala de Juntas y la Sala de Comisiones.
- Bloque VII: En este bloque, en el que se sitúa la entrada sur al Centro, está situado el Dpto. de Teoría de la Señal y Comunicaciones (TSC), el Salón de Actos y el Hogar Digital.
- Bloque VIII: Aquí está localizado el Dpto. de Teoría de la Señal y Comunicaciones (TSC), así como la mayor parte de los laboratorios del Centro.

- Bloques IX y X: Se trata de espacios de gran capacidad destinados a la realización de exámenes y otros eventos.

- Bloque XV: Este bloque está destinado a servicios: cafetería, publicaciones y banco.

- Bloque XVI (Edificio I+D Torres Quevedo): Destinado exclusivamente a la investigación, desarrollando en el mismo su actividad gran parte de los grupos de investigación reconocidos de la Escuela.

## Actividades de investigación
La actividad investigadora de la ETSIST se lleva a cabo desde los siguientes grupos de investigación reconocidos por la UPM:
- DIEMAG: Desarrollo e Investigación Electromagnética
- Investigación en Instrumentación y Acústica Aplicada (I2A2)
- Sistemas Fotovoltáicos
- GRC: Grupo de Radiocomunicación
- GIRA: Grupo de Ingeniería de Radio
- GRyS: Grupo de Redes y Servicios de Próxima Generación
- TSIC: Sistemas Telemáticos para la Sociedad de la Información y el Conocimiento
- Aplicaciones Multimedia y Acústica
- GDEM: Grupo de Diseño Electrónico y Microelectrónico
- Propiedades ópticas, eléctricas y magnéticas de materiales y sus aplicaciones (POEMMA)
- Semiconductores III-V

## Estudiantes

### Asociaciones
- Actividades Culturales (Kulturales)
- Electrónica (AETEL)
- Fotografía - Cine Amateur Teleco (CAT)
- Radio Teleco (ART)
- Sonido Teleco (AST)
- Universitaria de Artes Marciales (UNIARMA)
- BEST
- Club Deportivo

### Actividades
- Jornadas Sphera

## Antiguos alumnos y profesores destacados

### Antiguos alumnos
- Raúl Pérez Ortega

### Profesores en activo
- Miguel Ángel Valero

### Antiguos profesores
- Rosario Franco Soler
- Fernando Gómez Herrera
- Felisa Núñez Cubero